# Cadena humana pel dret a decidir del País Basc de 2018
La cadena humana pel dret a decidir del País Basc de 2018 (en basc 2018ko Erabakitzeko Eskubidearen Aldeko Giza Katea) va tenir lloc el 10 de juny a la Comunitat Autònoma Basca d'Espanya organitzada pel moviment Gure Esku Dago ("És a les nostres mans") que advoca per un vot d'autodeterminació amb una opció independentista. Va comptar amb el suport actiu del Partit Nacional Basc, EH Bildu i Elkarrekin Podemos, les principals forces de la comunitat autònoma.
La cadena humana celebrada diumenge va unir al migdia les ciutats de Donostia (Sant Sebastià), Bilbao i Vitòria, allargant-se al llarg de 202 quilòmetres, reunint uns 175.000 manifestants. Va comptar amb el suport de 5.000 voluntaris i va comptar amb l'ús de 1.000 autocars per al transport. L'acte va comptar amb la presència, entre d'altres, de Juan Mari Aburto, alcalde de Bilbao, i d'alts càrrecs del PNB, Andoni Ortuzar i Itxaso Atutxa. No obstant això, el lehendakari Iñigo Urkullu no va prendre una posició clara sobre la iniciativa.
Els organitzadors van redactar un document que van lliurar al Parlament Basc amb escó a Vitòria exigint-li obrir les vies necessàries per dur a terme la votació incloent una opció independentista. La Constitució espanyola de 1978 prohibeix la independència en la mesura que estableix que "Espanya és una i indivisible".

## Imatges

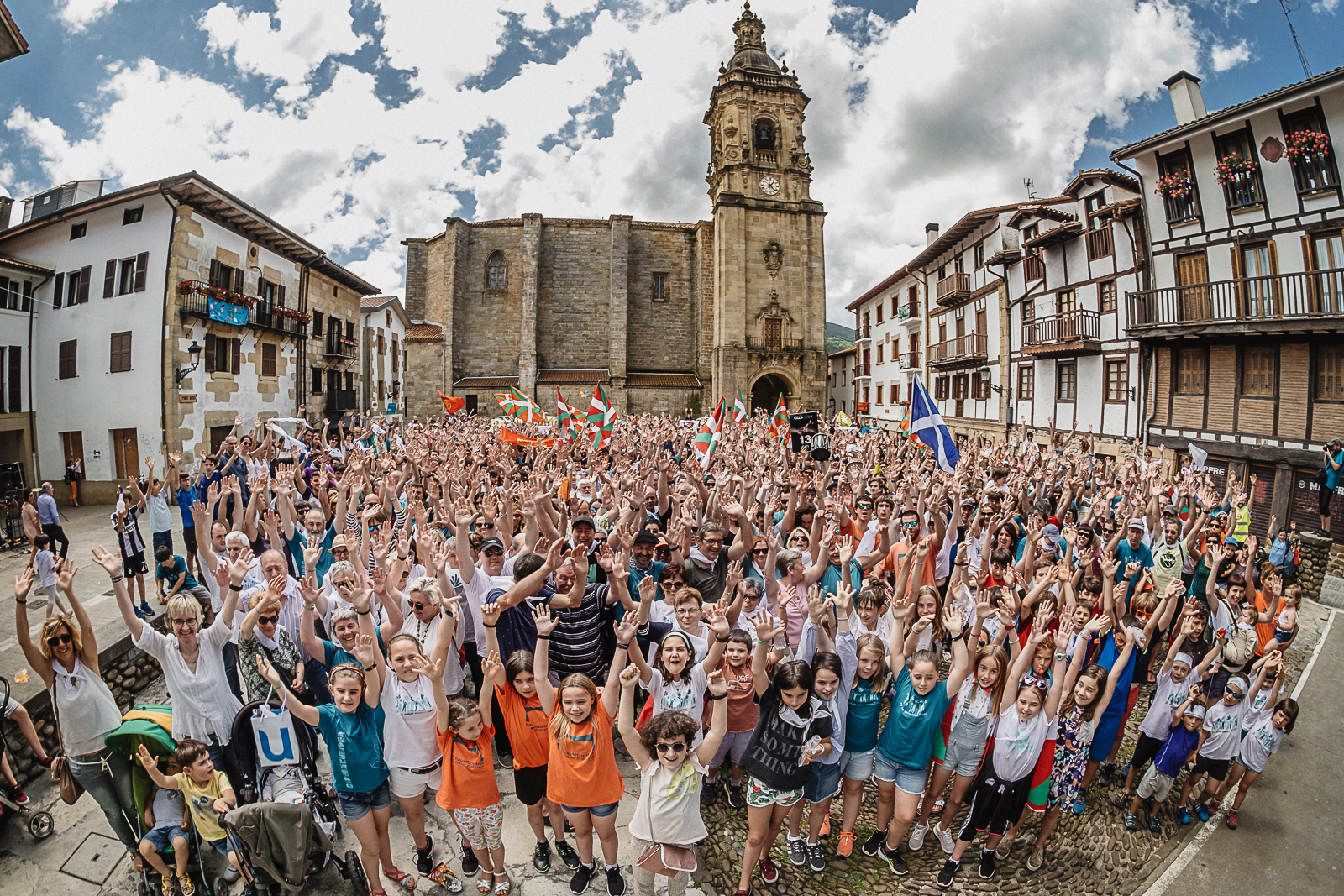
Aplec a Usurbil abans de l'alineació
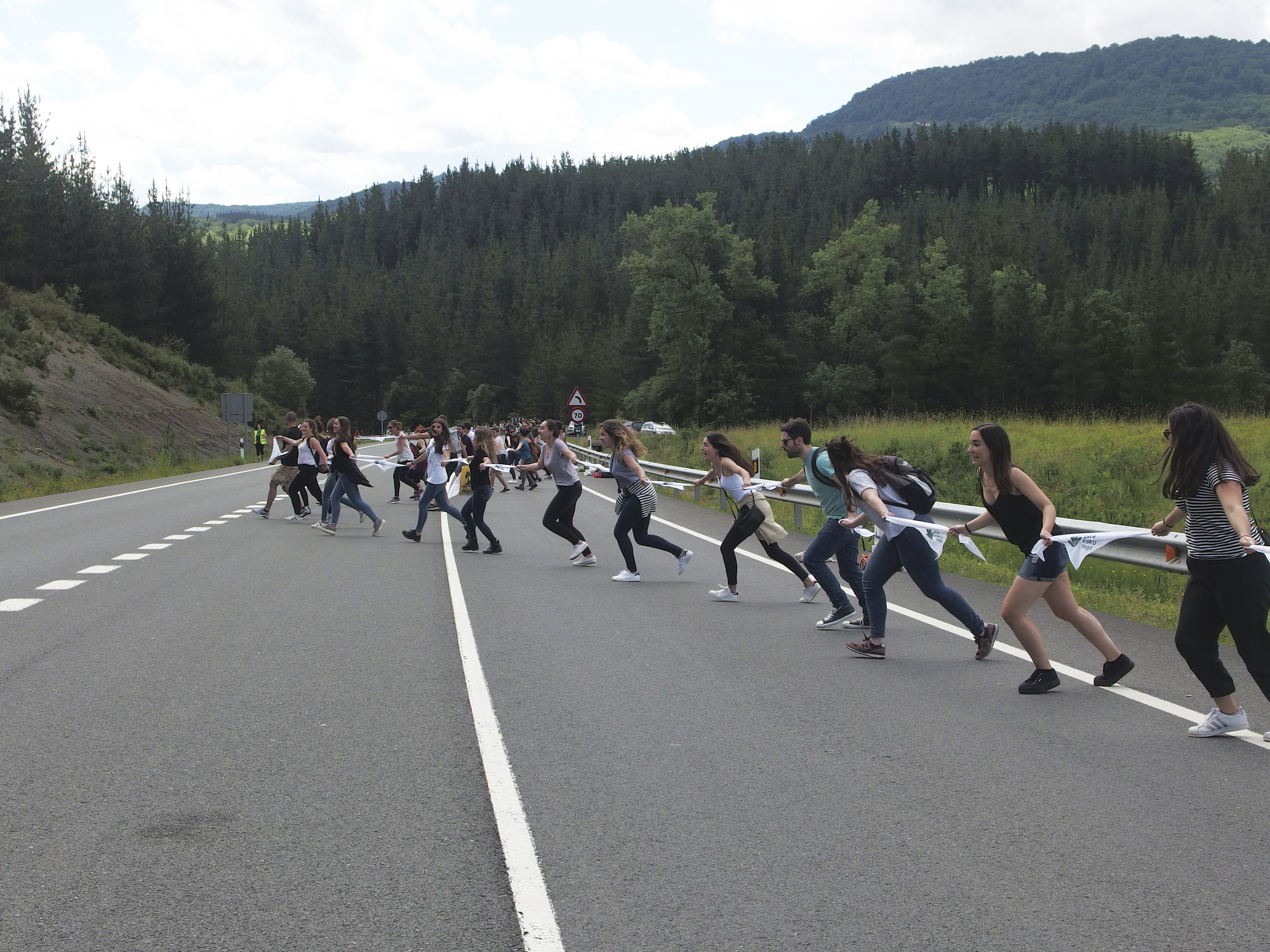
Km 163–165 prop de Getxo (Biscaia)
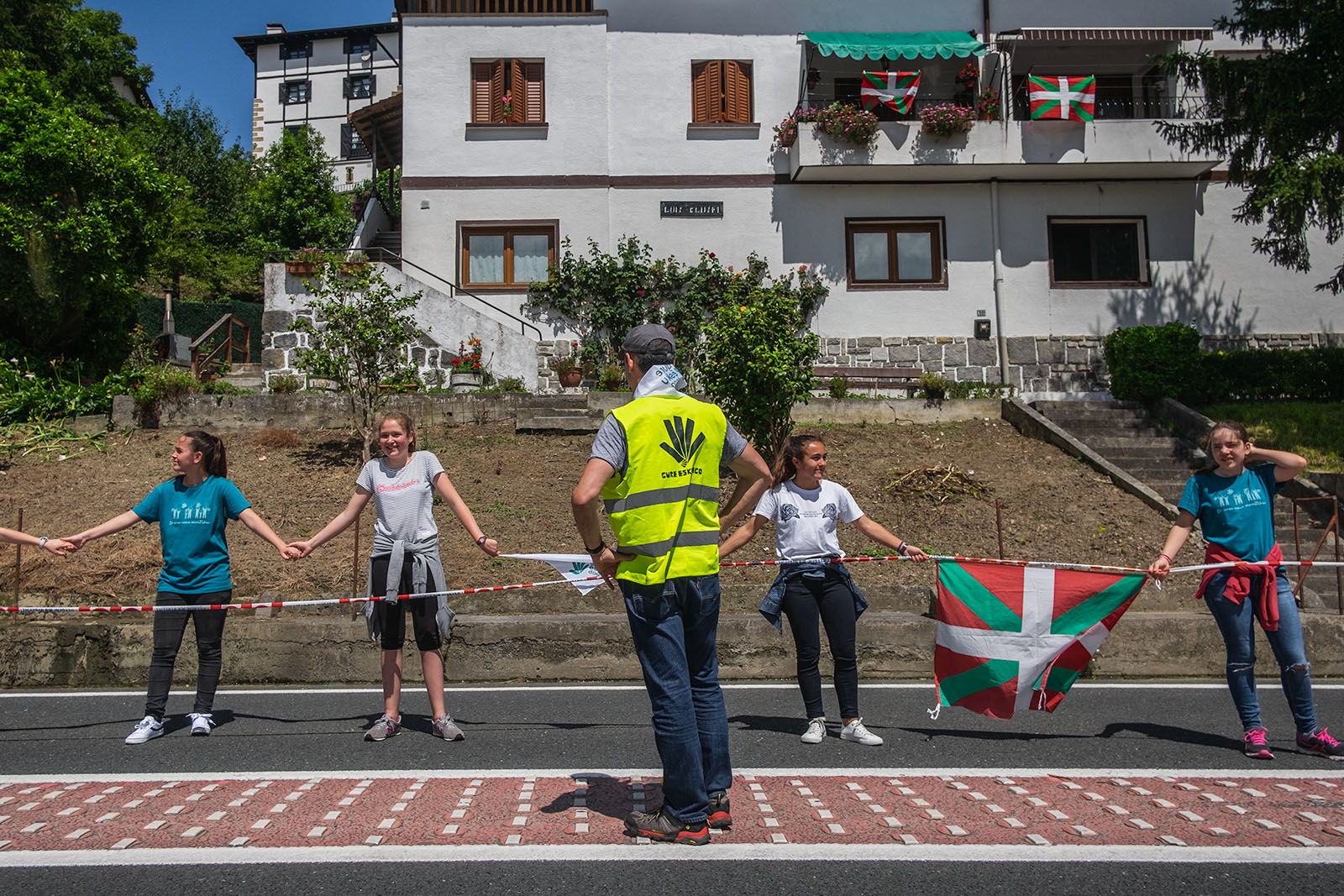
Km. 11, Usurbil
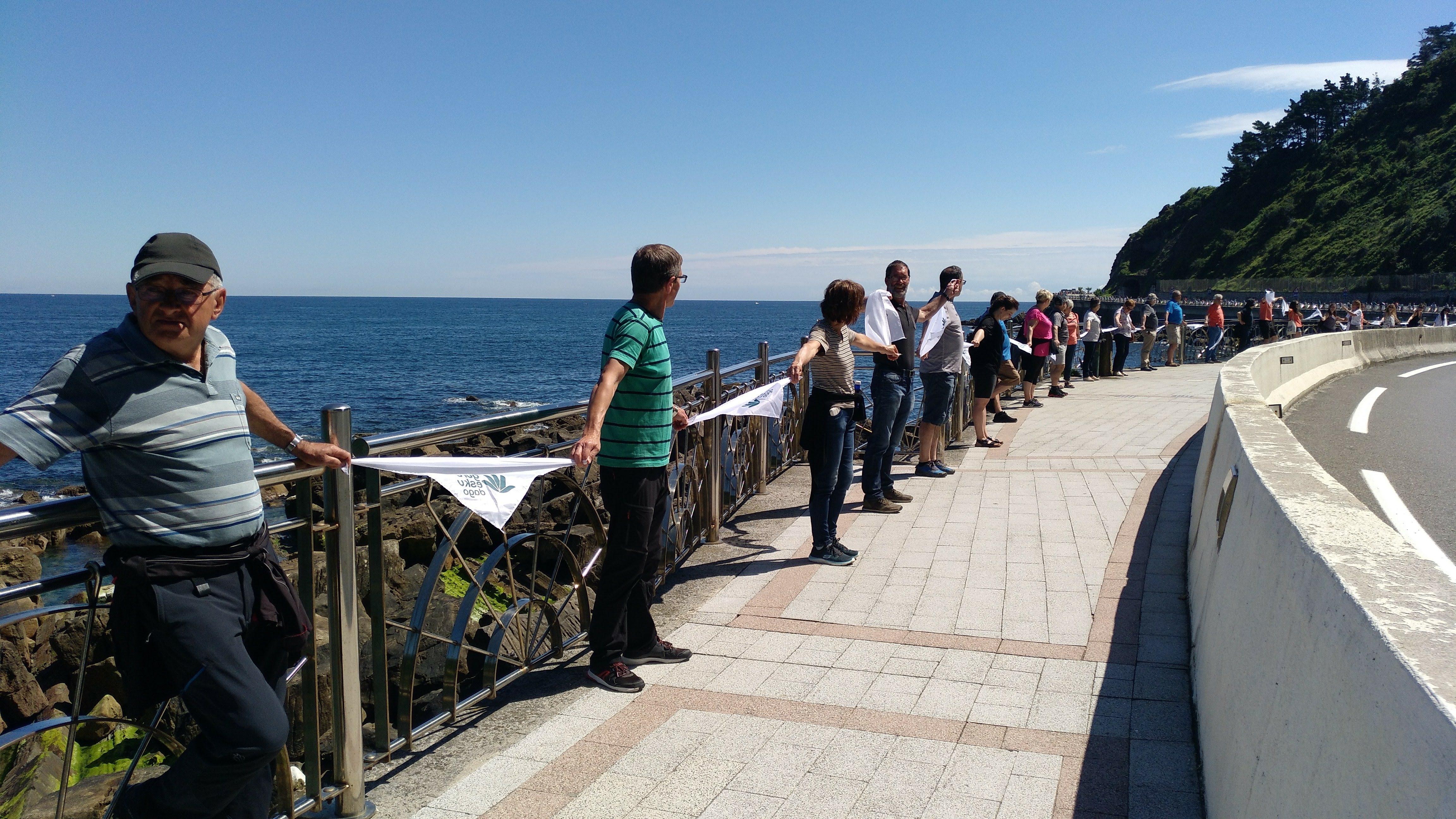
Km. 29
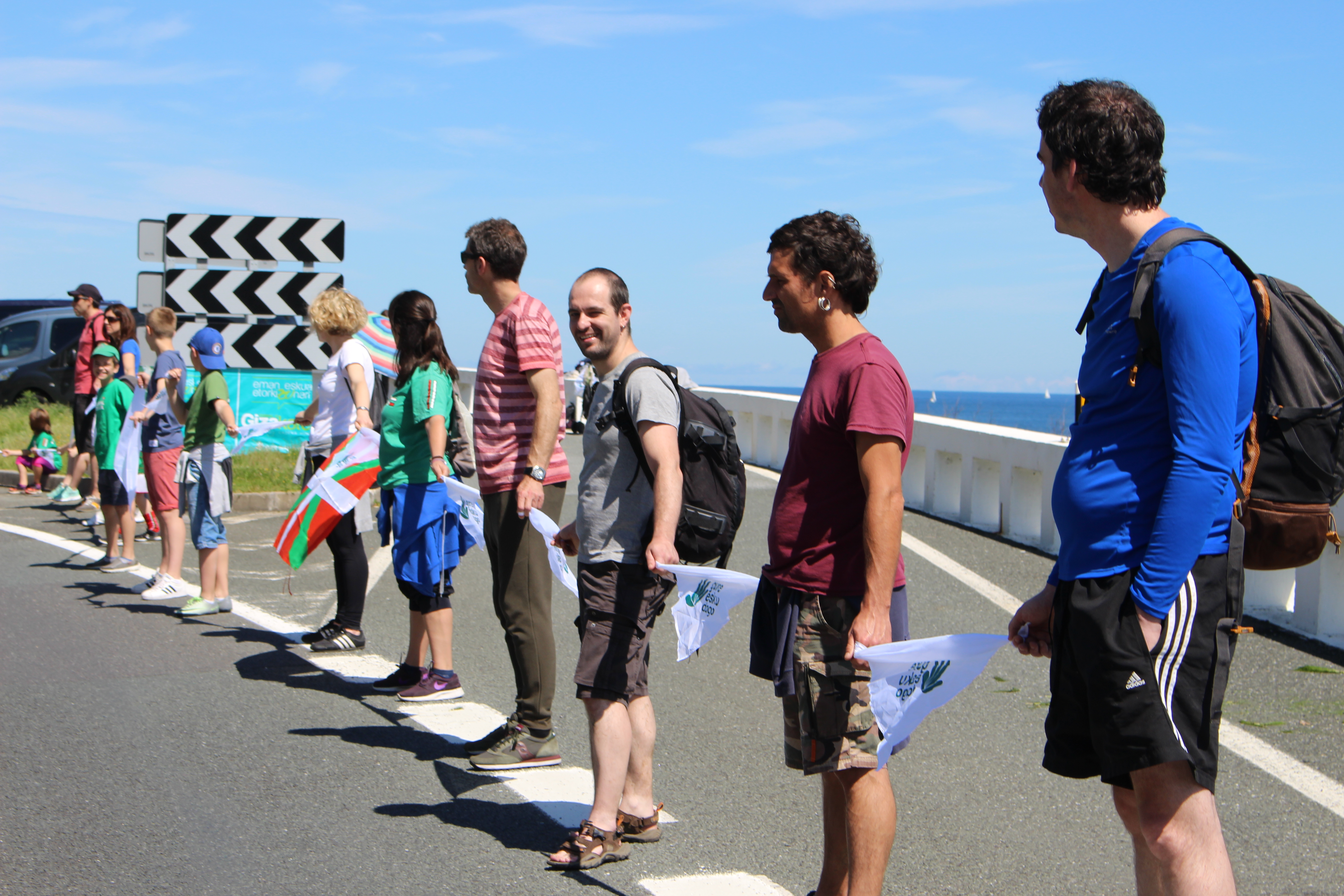
Entre Getaria i Zumaia